# Rhynchanthera grandiflora
Rhynchanthera grandiflora là một loài thực vật có hoa trong họ Mua. Loài này được (Aubl.) DC. miêu tả khoa học đầu tiên năm 1828.

## Hình ảnh

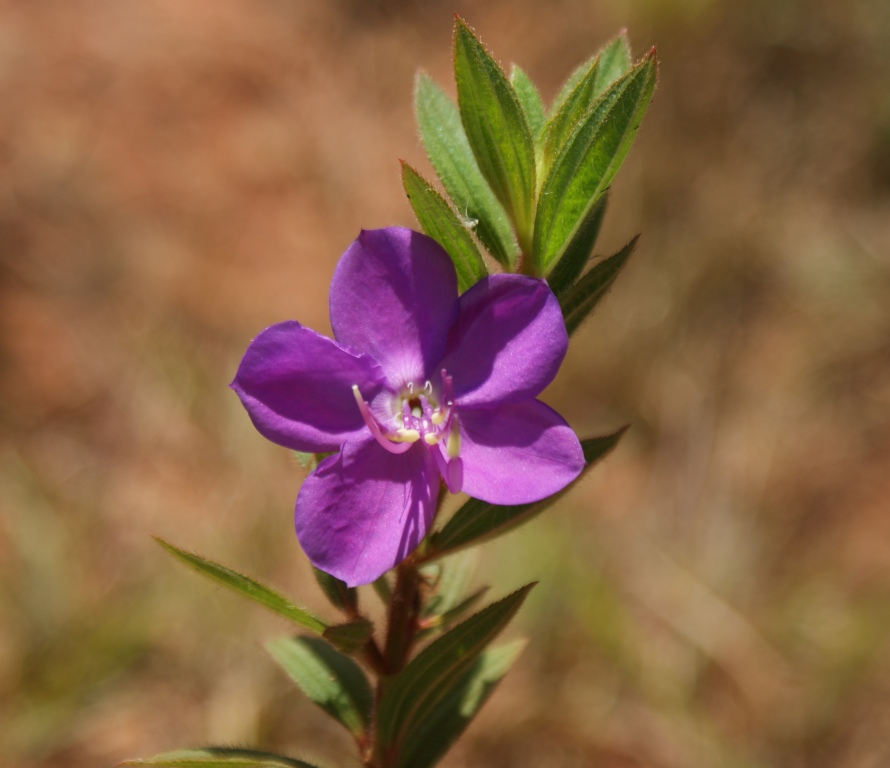